# 第2次トランプ政権の関税

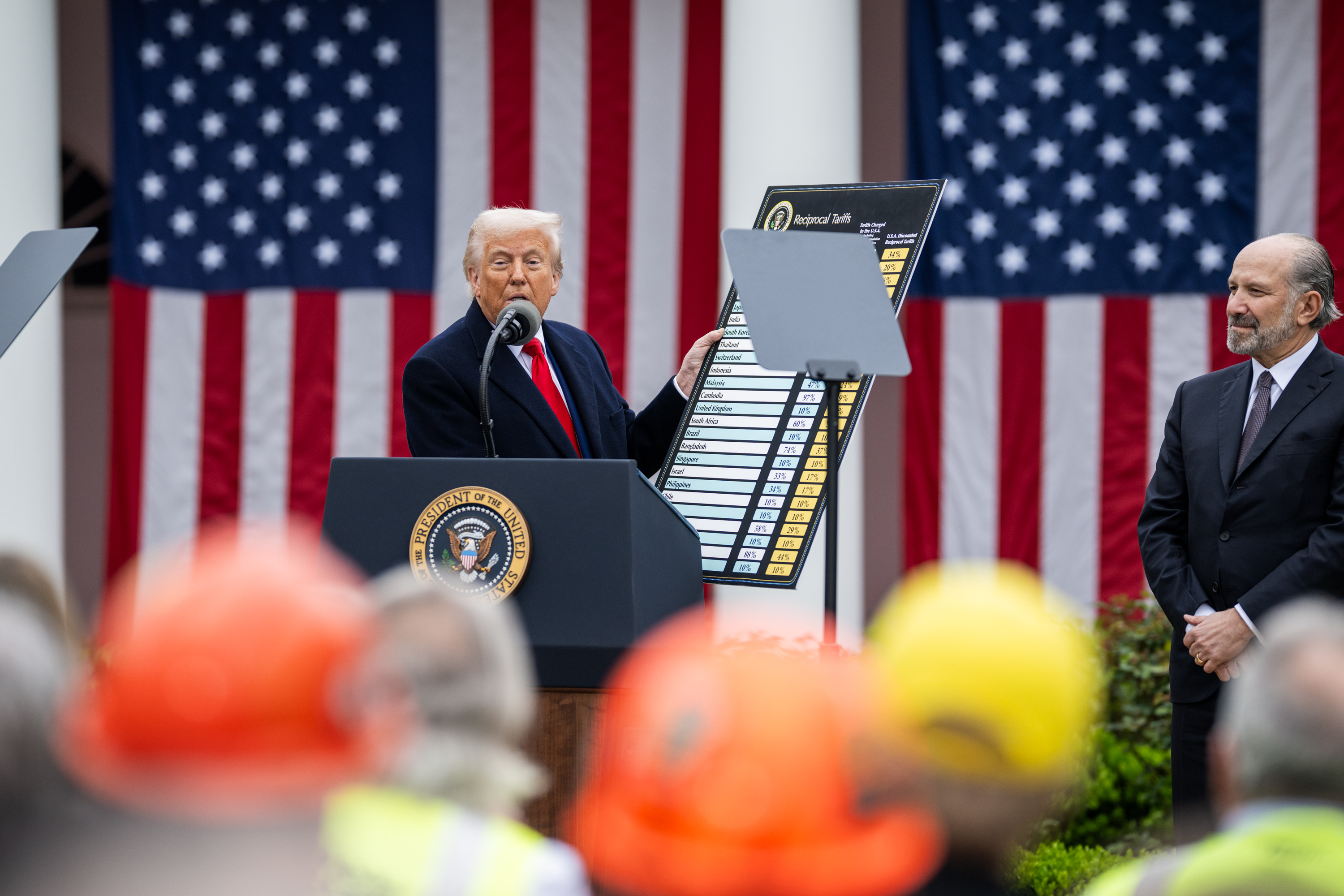
2025年4月2日、「相互関税」を課すことを発表したドナルド・トランプ大統領（右の人物はハワード・ラトニック商務長官）

第2次ドナルド・トランプ政権の関税政策は、アメリカ合衆国における保護主義的な貿易姿勢をさらに強めている。ドナルド・トランプは、2025年1月に大統領就任して第2次トランプ政権を開始すると、あらゆる国からの輸入品に対する大幅な関税引き上げを発表している。試算によると、米国の平均関税率は1909年以来の高水準となる22.5％（パーセント）に達するとみられている。トランプ関税の適用前は2.4％であった。

## 経過

### 2025年2月
2025年2月1日、トランプ大統領はカナダ、メキシコからの大半の輸入品に25％、中国からの輸入品に10％の追加関税を課す大統領令に署名した。トランプ大統領はこれらの措置について、違法な薬物密輸と不法移民の責任を各国に負わせると同時に、国内製造業を支援する手段だと説明している。中国への追加関税は同年2月4日に発動、カナダ、メキシコへは同年3月4日に発動した。中国に対しては3月3日時点で10％を追加し20％に引き上げられた。
2月10日、トランプ大統領はすべての国から米国に輸入されるすべての鉄鋼、アルミニウム製品の輸入に25%の関税を課す大統領令に署名した。この措置は3月12日に発動した。
3月5日、カナダ、メキシコについては自動車への適用は4月2日まで免除することを発表したが、7日にはUSMCA（米墨加協定）に準拠する商品については無期限の適用除外を認めた。その後、措置は4月3日以降も維持され、別の関税措置の対象である自動車と鉄鋼・アルミニウムを除き引き続き関税が免除される。

### 2025年4月
| 国または地域                        | 関税率 |
| ----------------------------------- | ------ |
| アルジェリア                        | 30%    |
| アンゴラ                            | 32%    |
| バングラデシュ                      | 37%    |
| ボスニア・ヘルツェゴビナ            | 35%    |
| ボツワナ                            | 37%    |
| ブルネイ                            | 24%    |
| カンボジア                          | 49%    |
| カメルーン                          | 11%    |
| チャド                              | 13%    |
| 中国                                | 34%    |
| コンゴ民主共和国                    | 11%    |
| 赤道ギニア                          | 13%    |
| 欧州連合                            | 20%    |
| フォークランド諸島 (United Kingdom) | 41%    |
| フィジー                            | 32%    |
| ガイアナ                            | 38%    |
| インド                              | 26%    |
| インドネシア                        | 32%    |
| イラク                              | 39%    |
| イスラエル                          | 17%    |
| コートジボワール                    | 21%    |
| 日本                                | 24%    |
| ヨルダン                            | 20%    |
| カザフスタン                        | 27%    |
| ラオス                              | 48%    |
| レソト                              | 50%    |
| リビア                              | 31%    |
| リヒテンシュタイン                  | 37%    |
| マダガスカル                        | 47%    |
| マラウイ                            | 17%    |
| マレーシア                          | 24%    |
| モーリシャス                        | 40%    |
| モルドバ                            | 31%    |
| モザンビーク                        | 16%    |
| ミャンマー                          | 44%    |
| ナミビア                            | 21%    |
| ナウル                              | 30%    |
| ニカラグア                          | 18%    |
| ナイジェリア                        | 14%    |
| 北マケドニア共和国                  | 33%    |
| ノルウェー                          | 15%    |
| パキスタン                          | 29%    |
| フィリピン                          | 17%    |
| セルビア                            | 37%    |
| 南アフリカ                          | 30%    |
| 韓国                                | 25%    |
| スリランカ                          | 44%    |
| スイス                              | 31%    |
| シリア                              | 41%    |
| 台湾                                | 32%    |
| タイ                                | 36%    |
| チュニジア                          | 28%    |
| バヌアツ                            | 22%    |
| ベネズエラ                          | 15%    |
| ベトナム                            | 46%    |
| ザンビア                            | 17%    |
| ジンバブエ                          | 18%    |
| すべての国と地域                    | 10%    |

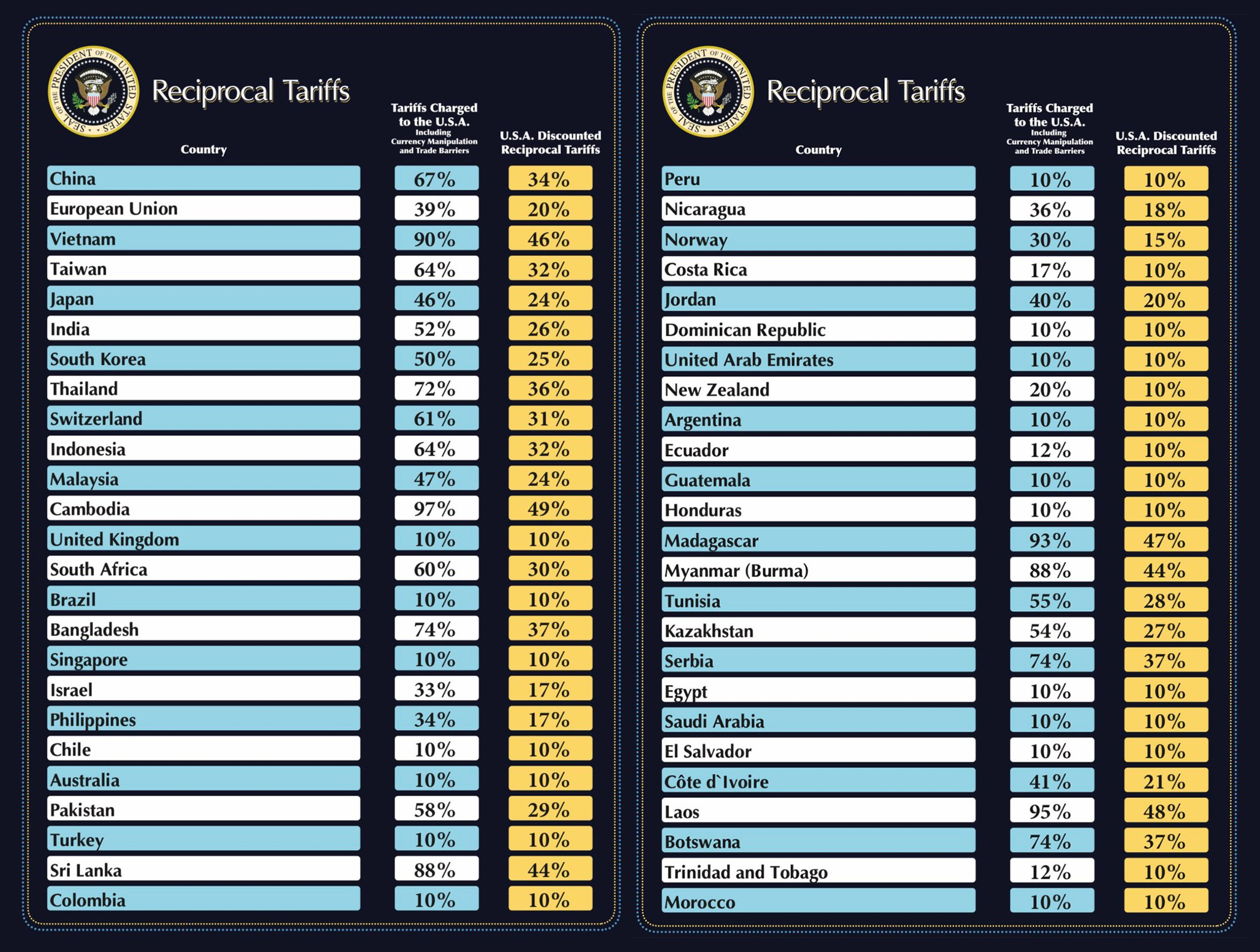
2025年4月2日に発表された「相互関税（reciprocal tariffs ）」と称される割合の一覧。「米国に課せられた関税」の割合は実際には米国の貿易赤字に基づいて算出されており、関税の割合ではない。

解放日の関税の影響を受けた国と地域の関税率の地図

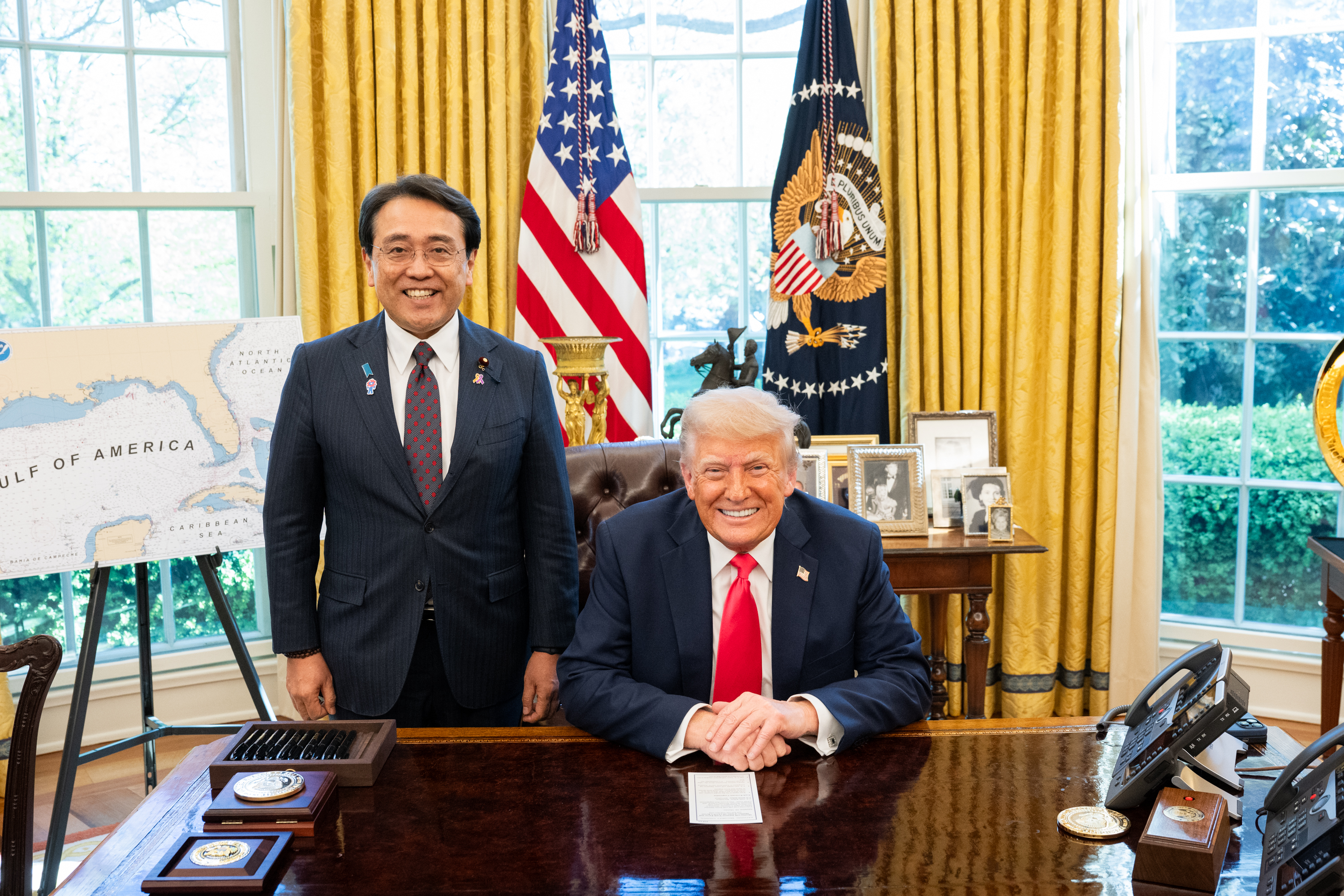
関税措置に関する協議のため渡米した内閣府特命担当大臣（経済財政政策担当）赤澤亮正（左）とアメリカ合衆国大統領ドナルド・トランプ（右）（2025年4月16日）

トランプ大統領は「解放の日」（Liberation Day）と名付けた4月2日、米国へのすべての輸入品に一律10%の基本関税を設定し、世界の貿易相手国からの商品にさらなる追加関税（トランプ大統領は「相互関税」と称する）を課すと発表した。一律10％の追加関税は4月5日に発動した。
トランプ大統領は、米国の貿易赤字が大きい約60の国と地域を対象に、4月9日に相互関税の第2弾を発動することを発表した。もっとも割合が大きい中国には34％の関税が課せられ、既に発表されている関税と合わせて実質54％の関税が課せられることになる。欧州連合（EU）には20％、日本には24％が課せられる。対象品目は原則すべての輸入品が対象となる。9日にはトランプ大統領による報復関税の撤回要求を中国が斥けたため、50％を上乗せした84％の追加関税を課して合計104％に達した。これに対して中国は34％の報復関税に50％を上乗せして米国からの輸入品全ての関税を84％に引き上げると発表した。10日、トランプ政権は中国を除く世界各国を対象に発動した相互関税の第2弾を90日間停止し、中国への関税を125％に引き上げた。また、最初の追加関税である20％に上乗せしたものであるとし、合計で145%になると発表。11日に中国は対米関税を125％に引き上げると発表し、これ以上の関税引き上げは実質的に意味がないものとして対抗しないことを示した。同日、トランプ政権はスマートフォンやコンピュータなど電子機器の20品目を対中相互関税から適用除外した。
ロシア、ベラルーシ、キューバ、北朝鮮の4カ国は関税リストの対象外となった。これは、既に強力な経済制裁が行われていること、実質的に貿易取引がないことが理由として挙げられている。
9日にはトランプ政権は世界各国に一律10％を課した5日の第1弾に続く相互関税の第2弾を発動し、報復関税の
トランプ政権が公表した関税の計算式によれば、貿易赤字が本質的な問題であり、解消すべきものとされている。ホワイトハウスは政策の根拠とした税率の計算について、当初「為替操作と貿易障壁」を伴った関税率であると説明し、ギリシャ文字を使用した計算式を公表したが、実際には「米国の貿易赤字を輸入額で割った数値」であるとされており、算出の根拠としては著しく単純なものである。

### 2025年5月

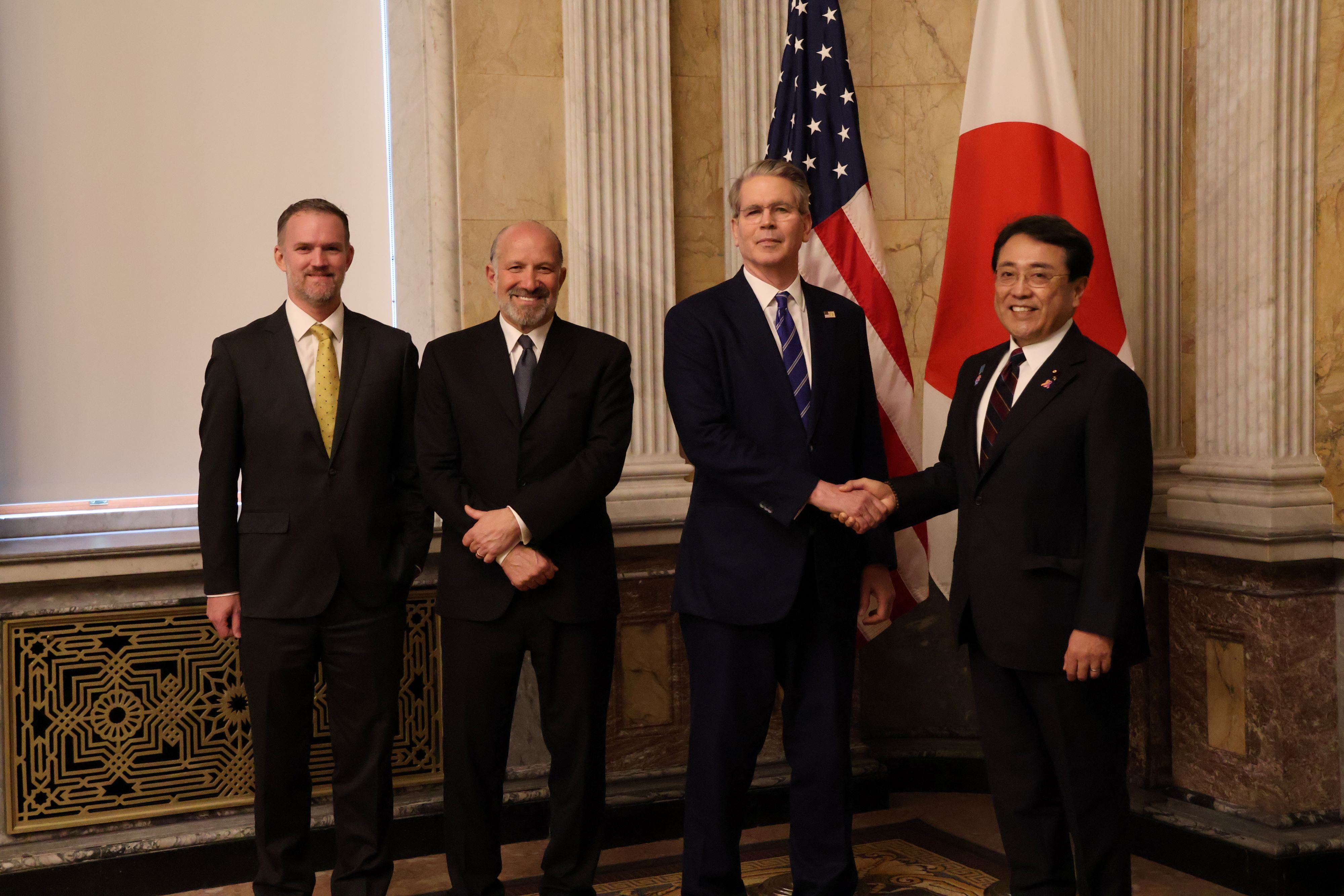
関税措置に関する協議に臨む内閣府特命担当大臣（経済財政政策担当）赤澤亮正（右端）とアメリカ合衆国財務長官スコット・ベッセント（右から2人目）、商務長官ハワード・ラトニック（左から2人目）、通商代表ジェイミソン・グリア（左端）（2025年5月1日）

3日、トランプ政権は4月に発動していた輸入自動車への25％の関税に続いて自動車部品の輸入への25％の追加関税を発動した。
8日、トランプ政権はイギリスが相互関税をめぐる交渉で二国間の貿易協定締結に合意した最初の国となったことを発表した。米国は鉄鋼の関税を撤廃してイギリスからの輸入品に対する10％の関税を維持しつつ、イギリスは米国製品に対する関税を5.1％から1.8％に引き下げることとなった。
12日、米国と中国はスイスのジュネーヴで行われたスコット・ベッセント財務長官と何立峰副首相による貿易協議の枠組み設置などの合意を受け、米中双方が関税の115％を90日間引き下げることを共同声明で発表した。14日、合意に基づいて関税の引き下げが米中双方で実施され、米国の対中関税は145%から30%となり、中国の対米関税は125%から10%に削減された。この合意により、米国は800ドル以下の小口輸入品に対する対中関税を120％から54％に減らし、中国はレアアースの対米輸出規制の一部やボーイング製航空機の納入停止を解除した。

### 2025年7月
2日、トランプ大統領はベトナムとの貿易協定を締結し、ベトナムは20％の関税を受ける一方で米国製品を無関税で輸入すると発表した。
22日、トランプ政権はインドネシア、フィリピンが対米関税を0％にする代わりに米国は関税を19％に引き下げる貿易協定で合意したことを発表した。
23日、トランプ大統領はTruth Socialで日本との関税措置をめぐる交渉で合意を締結したと発表した。自動車関税を含む相互関税は15％に引き下げられ、日本は5500億ドルの対米投資を行って投資の90％を米国が受け取るとし、ミニマム・アクセスの枠内でコメ輸入枠を拡大することとなった。
27日、トランプ大統領は欧州連合（EU）に対する関税（自動車関税を含む）を15％とすることで合意したと明らかにした。EUは6000億ドルを対米投資するとともに、米国からエネルギー関連製品を7500億ドル購入することとなった。一方、米国に対するEUの関税は、自動車を含む全ての工業製品がゼロになる。
30日、トランプ大統領は韓国に対する関税（自動車関税を含む）を15％に引き下げる代わりに韓国が3500億ドルの対米投資を行うことで合意し、翌8月1日からインドに対して「世界で最も高い非関税障壁がある」として25％の関税を課すことを発表した。ラトニック商務長官はタイとカンボジアの国境紛争の停戦で仲介したカンボジアやタイとの間で貿易合意が成立したと述べ、カンボジアのフン・マネット首相はアメリカとの交渉でカンボジアに対する相互関税が19％になったことを発表した。
31日、トランプ大統領は翌8月7日に発動する相互関税の関税率を新たに定めた大統領令に署名した。
| 国または地域                        | 関税率 |
| ----------------------------------- | ------ |
| アルジェリア                        | 30%    |
| アンゴラ                            | 15%    |
| バングラデシュ                      | 20%    |
| ボスニア・ヘルツェゴビナ            | 30%    |
| ボツワナ                            | 15%    |
| ブルネイ                            | 25%    |
| カンボジア                          | 19%    |
| カメルーン                          | 15%    |
| チャド                              | 15%    |
| コンゴ民主共和国                    | 15%    |
| 赤道ギニア                          | 15%    |
| 欧州連合                            | 15%    |
| フォークランド諸島 (United Kingdom) | 10%    |
| フィジー                            | 15%    |
| ガイアナ                            | 15%    |
| インド                              | 25%    |
| インドネシア                        | 32%    |
| イラク                              | 35%    |
| イスラエル                          | 15%    |
| 日本                                | 15%    |
| ヨルダン                            | 15%    |
| カザフスタン                        | 25%    |
| ラオス                              | 40%    |
| レソト                              | 15%    |
| リビア                              | 30%    |
| リヒテンシュタイン                  | 15%    |
| マダガスカル                        | 15%    |
| マラウイ                            | 15%    |
| マレーシア                          | 19%    |
| モーリシャス                        | 15%    |
| モルドバ                            | 25%    |
| モザンビーク                        | 15%    |
| ミャンマー                          | 40%    |
| ナミビア                            | 15%    |
| ナウル                              | 15%    |
| ニカラグア                          | 18%    |
| ナイジェリア                        | 15%    |
| 北マケドニア共和国                  | 15%    |
| ノルウェー                          | 15%    |
| パキスタン                          | 19%    |
| フィリピン                          | 19%    |
| セルビア                            | 35%    |
| 南アフリカ                          | 30%    |
| 韓国                                | 15%    |
| スリランカ                          | 20%    |
| スイス                              | 39%    |
| シリア                              | 41%    |
| 台湾                                | 20%    |
| タイ                                | 19%    |
| チュニジア                          | 25%    |
| トルコ                              | 15%    |
| バヌアツ                            | 15%    |
| ベネズエラ                          | 15%    |
| ベトナム                            | 20%    |
| ザンビア                            | 15%    |
| ジンバブエ                          | 15%    |

### 2025年8月
- 50%以上
- 40% – 49%
- 30% – 39%
- 20% – 29%
- 10% – 19%
  米国

2025年8月時点の合計の関税率を示した地図（発動されていない分を含む）

6日、トランプ政権は新たに設ける特例措置（（1）相互関税発動前の従来の税率が15%未満の品目は15%に（2）従来の税率が15%以上の品目には相互関税を適用しない）を、欧州連合（EU）のみに適用すると説明した。日本を含めた他の国・地域はその対象に含まれておらず、新しい関税率が発動される7日以降、品目によっては15%よりも高い税率が課される可能性が出てきた。同日、トランプ政権はインドに対してロシアからの原油輸入を理由に25％の追加関税を相互関税に上乗せして合計50％となる関税を課す大統領令に署名し、ブラジルに対しては関税を最大50％に引き上げて発動した。また同日、トランプ大統領は米国に輸入される半導体に約100％の関税を課すと表明した。輸入される全ての半導体に適用されるが、米国内での生産を約束した企業には適用されないとした。
8日、ホワイトハウスの当局者が相互関税の負担を軽減する特例措置について、日本にもEUと同じく適用する方針であることを明らかにした。

## 日本の対応

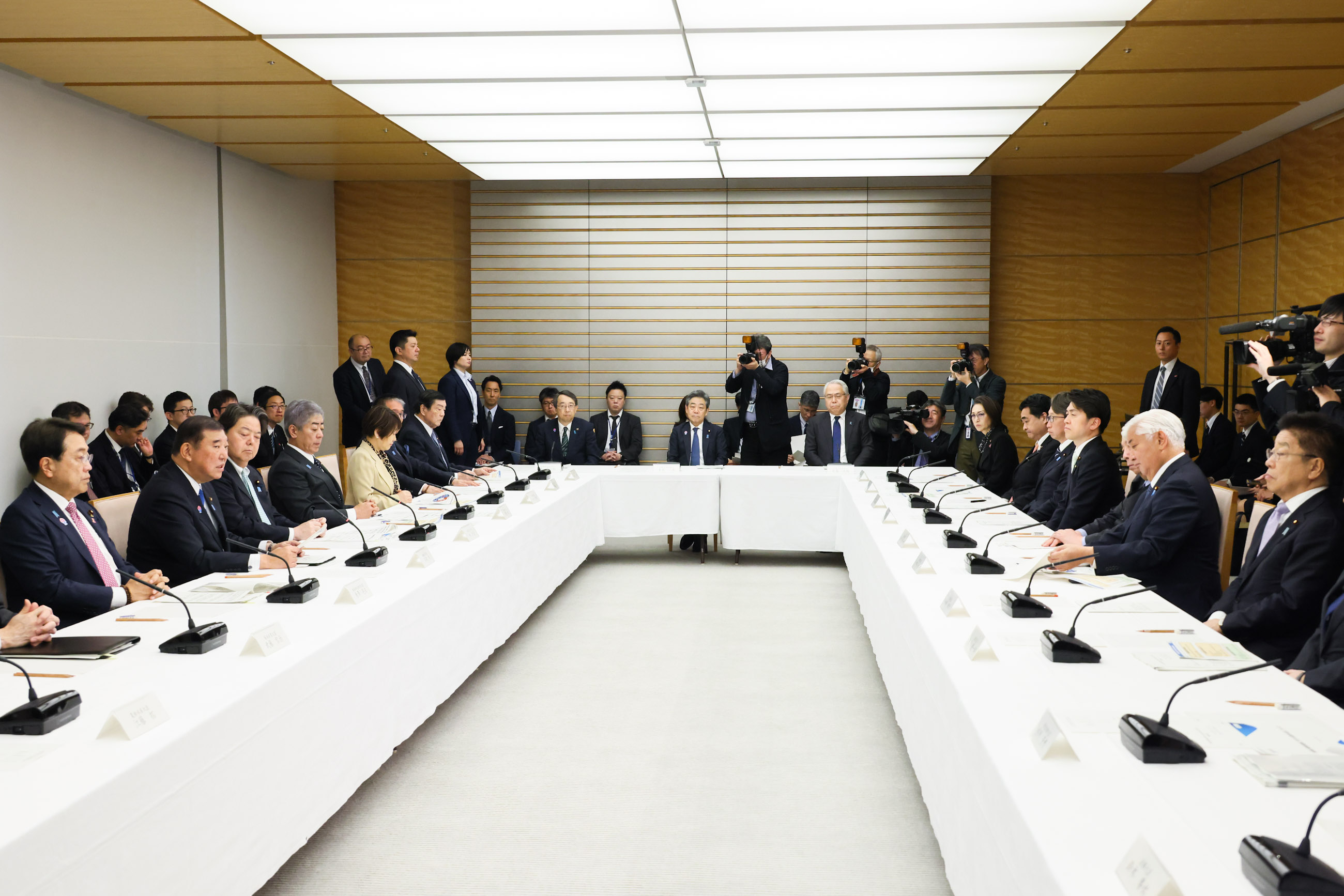
米国の関税措置に関する総合対策本部の会議（2025年4月11日、総理大臣官邸）

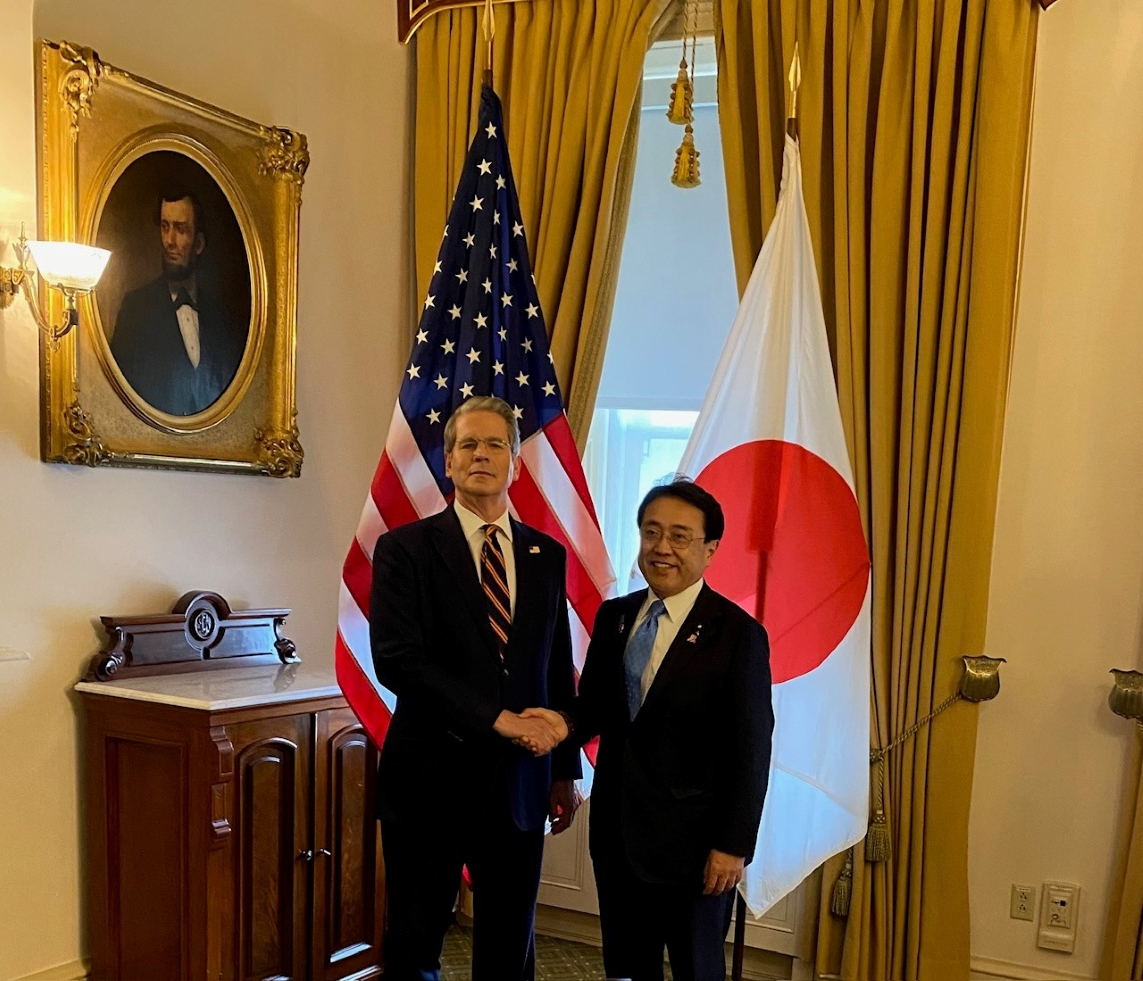
関税措置に関する協議に臨む内閣府特命担当大臣（経済財政政策担当）赤澤亮正（右）とアメリカ合衆国財務長官スコット・ベッセント（左）（2025年8月7日）

日本政府の対応は大きく次のの3本柱に整理される対米交渉の強化（首脳・閣僚級での直接交渉を通じ、関税率の引き下げ・適用除外を求める）、国内産業支援（資金繰り、税制、輸出保険、雇用維持等のパッケージを段階的に拡充）、国際ルールの活用・温存（WTO協定との整合性に懸念を表明し、法的措置のオプションを維持しつつ、多角的貿易体制の再建に関与）。以下、これら主要な日本政府の意思決定、対米交渉、国内支援策を時系列で示す。
- 2月2日 - 経済産業省と日本貿易振興機構（JETRO）が、米国関税措置に関する日本企業向けの相談窓口を国内外に設置[48]。
- 3月28日- 武藤容治経済産業大臣が会見で、関税除外の強い要請と国内産業への資金繰り対策の準備を表明[49]。
- 4月3日 - 米国が日本車などに対し25％の追加関税（相互関税24％を含む）を通告。石破茂内閣総理大臣は「極めて遺憾」と抗議し、首脳レベルの直接協議を表明[50]。経済産業省は全国約1,000箇所に特別相談窓口を設置[51]。
- 4月8日 - 首相官邸に「米国の関税措置に関する総合対策本部」を設置し第1回会合が開催。日本への影響の精査、米国側への見直し要求、国内支援の検討を各閣僚に指示[52]。
- 4月11日 - 業種別影響試算や企業からの相談状況について報告を実施[53]。
- 4月21日 - 第3回米国関税対策本部を開催[54]。
- 4月25日 - 「米国関税措置を受けた緊急対応パッケージ」を閣議決定。貸付・補助・雇用調整助成などを発動[55][56]。大串正樹経済産業副大臣兼内閣府副大臣がIHIの工場を訪問し視察と意見交換を実施[57]。
- 5月23日 - 第4回米国関税対策本部を開催[58]。
- 5月27日 - 米国関税措置を受けた緊急対応パッケージの一環として、総額3,881億円の予備費の使用を閣議決定[59][60]。
- 6月6日 - 追加関税対象となる日本製品の品目リストを公表[61]。
- 6月17日 - G7 カナナスキス・サミットの場で日米首脳会談が行われ、担当閣僚協議の加速で一致[62]。
- 7月3日 - 赤沢亮正経済再生担当大臣がハワード・ラトニック米商務長官と電話会談を実施[63]。
- 7月5日 - 赤沢大臣がラトニック米商務長官と電話会談を再度実施[63]。
- 7月7日 - 米国より「日本からのすべての製品に25%の関税を課す」との書簡を受領[63]。
- 7月18日 - スコット・ベッセント米財務長官らが大阪・関西万博のために来日し、石破首相と会談[64]
- 7月23日 - 日米首脳電話会談で暫定合意。自動車・同部品の追加関税率を25％から15％へ軽減等に合意したと発表[65]。
- 7月25日 - 総理大臣官邸で第6回米国の関税措置に関する総合対策本部を開催し、合意内容の履行管理タスクフォースを新設し、全国相談網で品目別税率を周知[66]。

## 批判
大恐慌時代に発動された1930年関税法（スムート・ホーリー法）を上回る規模の貿易が対象となるこの世紀の政策は、世界の自由貿易体制を根本から覆す可能性があり、世界的な貿易戦争が激化するリスクが指摘されている。また、併せて世界経済への影響が懸念されている。
カナダ、中国、メキシコに対する関税賦課に関する経済政策の協議では、プロジェクト2025を執筆したスティーブン・ミラーやピーター・ナヴァロが主導的な役割を果たしており、ナヴァロは4月に発表されたいわゆる「相互関税」政策の背後にいる主要人物であると報じられている。経済平和研究所は、こうした関税政策と援助削減は発展途上国にとって特に脆弱であり、世界平和を崩壊させる愚行であると警告している。
政治学者のイアン・ブレマーは「信じがたいほど愚か」、経済学者のポール・クルーグマンは「彼（トランプ大統領）は完全に狂っている。想定よりはるかに高い関税を課しただけではなく、貿易相手国について虚偽の主張をしている」、元財務長官のローレンス・サマーズは「もし私が関わった政権がこれほど危険で有害な経済政策を打ち出していたら、抗議の意を込めて辞任していただろう」と述べた。
また、政権内の対立も生じており、ピーター・ナヴァロは政府効率化省（DOGE）トップのイーロン・マスクを「日本や中国、台湾から多くの部品を輸入し、関税と貿易を理解していない自動車組み立て業者」と評して相互関税に否定的なマスクの意見を斥け、これに対してマスクもナヴァロを「愚か者」と罵倒する応酬が起きた。相互関税の一部が停止された際はナヴァロの不在中にハワード・ラトニック商務長官とベッセント財務長官がトランプ大統領に働きかけて決定されたと報じられた

## 市場への影響
4月4日、中国が34%の報復関税を課すとS&P 500、ダウ平均株価、ナスダック総合指数いずれも5%以上下落し、オーストラリアのS&P/ASX 200は1.6%下落。英国でもFTSE 100が約5%急落し過去5年間で最大の下落率を記録した。トランプ大統領の発表からわずか数日間のうちにS&P 500は2008年の金融危機とパンデミックの開始時に見られた時とほぼ同じレベルの下落が起き、短期間でその価値の10%以上が消えた。ダウは4,000ポイント以上（9.48%）を失い、ナスダックは11%の下落となった。損失総額は6.6兆ドル以上に達し、同期間中にシカゴ・オプション取引所のVIX指数（恐怖指数とも呼ばれる）は15ポイント急騰（45.31で引け）し、2020年の株式市場暴落以来の高水準となった。大豆先物は3%以上、ウェスト・テキサス・インターミディエイト先物は7.36%、ブレント原油先物も4月4日までに6.46%下落し2021年の水準に戻った。また、アメリカの金融大手JPモルガン・チェースはこの関税発表を受けて、アメリカと世界の景気後退の可能性を従来の40%から60％に引き上げた。
東部標準時6日、メジャーな暗号資産であるビットコインは8万ドルを下回り、1月の高値から約28%下落した。その日の夜にトランプ大統領はエアフォースワンの記者団に対してこの関税措置によって雇用と投資がアメリカに戻り、かつてないほど裕福な国になるだろうと語った。この発言から数時間後に開かれたアジア株式市場は急落し、日本の日経225は7.8%下落し、香港ハンセン株価指数は12%以上下落。毎週日曜日から取引が開始されるサウジアラビア株式市場でもパンデミック以来最大の下げ幅となる7％近くの下落を記録した。
日本時間7日朝、売買を一時的に停止するサーキットブレーカー制度が東証株価指数先物や東証グロース市場250指数先物など計5つの指数で発動した。7日のアメリカの株式市場が開かれると早い段階でS&P 500は直近2月のピークから20%以上下落したが、ホワイトハウスが関税の一時停止を検討しているという臆測がX上で拡散されたことでマーケットは急上昇した。この情報を最初に投稿したのはフォロワー約1,100人の無名アカウントだったが有料機能の青い認証バッジを取得しており、その後、同様に認証バッジを持つ多数のアカウントがこの情報を拡散。しばらくするとロイターやCNBCといった主要報道機関までもがこの裏付けのない情報を報じた。午前10時12分ごろにはニューヨーク証券取引所の取引フロアで急騰する株価に合わせて歓声が上がり、10時08分から10時18分のわずか10分間で株式市場は約2.4兆ドル相当の変動を記録した。しかし、その後にホワイトハウスのキャロライン・レビット報道官がCNBCに対し、90日間の一時停止の話は「フェイクニュース」と述べると主要平均株価は再び後退。2024年にダウ平均株価は4,855ポイント、ナスダック総合指数は4,299ポイント上昇したが、ダウは5,660ポイント下落（13％減）、ナスダックは4,400ポイント以上下落（23％減）し、連日の暴落で前年の上昇分を帳消しにした。
翌4月8日には、香港と上海の主要株式市場（それぞれハンセン株価指数と上海総合指数）はわずかに上昇し、日経平均株価は歴代4番目の上げ幅となる前日比1,876円00銭 （+6.03%）の上昇を記録して取引を終えた。一方、過去3営業日にわたって市場が続落した米国市場（S&P 500企業のPERは7日時点で17を下回っており、歴史的に見ても割安水準だった）は午前中に大きく反発したが、トランプ大統領が中国への関税を84%引き上げて合計104%にする方針を発表すると市場は再び下落。これによりダウは午前中の上昇分をすべて失い、320ポイント（0.84%）下落、S&P500とナスダックもそれぞれ1.57%、2.15%下落しておよそ１年前の水準に再び戻った。
9日、インド準備銀行（RBI）はレポ金利（中央銀行が商業銀行に貸し出す金利水準）を6.25％から6％に引き下げ、2025年の成長率予測も6.7％から6.5％に、インフレ率も4.2%から4.0%に下方修正した。ニューヨーク株式市場では、中国が報復関税を発表したことを受けて取引開始後にダウ平均株価は前日と比べて一時300ドル以上値下がりした。トランプ大統領は東部標準時9時37分にTruth Socialで「THIS IS A GREAT TIME TO BUY!!! DJT（今が絶好の買い時だ！！！）」と投稿。この投稿から4時間も経たないうちに、トランプ大統領は一部の国を対象に相互関税を90日間停止することを発表し、一転してS&P 500は数分で7%以上急騰。ダウ平均株価は3,100ドルを超える上昇をし、終値は前日と比べて過去最大の上げ幅（2,962ドル86セント）を記録した。
また、一般に安全資産とされる米国債も急落した。この下落によって10年物の利回りは一時4.5%を超え、1週間ベースでの金利上昇幅は2001年の同時多発テロ以来の大きさとなった。この下落をめぐっては、米国債を多く持つ中国や日本など海外勢の投げ売りの可能性が報じられていた。